# 영상법
영상법(映像法, method of images)은 라플라스 방정식의 경계값 문제를 좀 더 쉬운 다른 문제로 바꾸어 푸는 방법이다. 영상법의 타당성은 유일성의 정리에 의해 증명된다. 이 때, 바뀐 문제에서는 원래 문제의 전하에 대응하는 가상의 전하를 추가하므로, 이 가상의 전하를 마치 거울에 비치는 영상에 비유한 것이다.

## 평면에서의 영상법

평면에서의 영상법

구면에서의 영상법.

무한한 도체 평면 위에 전하가 있다고 하자. 그렇다면 정전기 유도에 의하여 도체 표면에 전하가 유도된다. 이러한 계에서 공간 모든 위치의 전위를 계산하는 정전기학 문제를 생각해 보자. 도체 표면 위의 전위는 일정하므로, 이를 편의상 0으로 놓자.
이러한 문제는 직접 계산하기 힘들지만, 그림과 같이 평면 반대쪽에 정확하게 같은 위치에 있지만 그 부호가 다른 전하를 가상으로 추가하고, 도체 평면을 없애자. 이 문제는 비교적 쉽게 풀 수 있다. 이 새로운 문제에서는 대칭에 따라 서로 부호가 다른 두 전하 정중앙에서는 전위가 정확히 0이다. 즉, 새로운 문제의 해는 원래 문제의 디리클레 경계 조건 (즉, 평면 위에 전위가 0인 것)을 만족한다. 라플라스 방정식의 경계 조건을 만족시키는 해는 유일하므로, 원래 문제의 해는 새로운 문제의 해와 (도체 위의 부분에서) 같다.
가장 간단한 예는 그림과 같이 하나의 점전하가 있는 경우지만, 임의의 전하 분포에 대해서도 사용할 수 있다.

## 구면에서의 영상법
구면에서도 영상법을 적용할 수 있다. 그림과 같이, 반지름 {\displaystyle R}의 도체 구면 안에 점전하 {\displaystyle q}가 구 한가운데에서 {\displaystyle p}만큼 떨어져 있는 곳에 있다고 하자. 이 경우도 마찬가지로 정전기 유도에 의하여 도체 표면에 디리클레 경계 조건을 적용하여야 한다. 평면의 경우와 마찬가지로, 도체 표면의 전위를 0으로 놓자.
이 문제는 다음과 같이 바꿀 수 있다. 그림과 같이, 구의 중심에서 {\displaystyle R^{2}/p}만큼 떨어진 곳에 가상의 전하 {\displaystyle -qR/p}를 놓자. 그렇다면 이 새 문제의 해는 원래 문제의 디리클레 경계 조건을 만족한다는 사실을 계산으로 확인할 수 있다.
구면 밖에 전하가 위치해 있는 경우나 점전하 대신 임의의 전하 분포가 있는 경우도 마찬가지로 다룰 수 있다.

## 선형 유전체에서의 영상법

### 선형 유전체에 유도되는 전하
선형 유전체는 {\displaystyle \mathbf {P} =\epsilon _{0}\chi _{e}\mathbf {E} }를 만족하는 물질이다. 전기 감수율 {\displaystyle \chi _{e}}를 가지는 유전체 내부에 전하량 {\displaystyle q}를 가지는 입자를 위치시킨다고 가정해보자. 입자가 유전체 내부에 배치되는 순간, 구속 전하가 입자가 만드는 전기장에 의해 재배열되고, 구속 전하와 원래 입자에 의한 새로운 전기장이 유도된다. 이때, 유도되는 구속 전하 밀도는{\displaystyle \rho _{b}=-\nabla \cdot \mathbf {P} =-\nabla \cdot \left(\epsilon _{0}{\frac {\chi _{e}}{\epsilon }}\mathbf {D} \right)=-\left({\frac {\chi _{e}}{1+\chi _{e}}}\right)\rho _{f}}와 같이 주어진다. 입자에 의한 {\displaystyle q_{f}=q}와 유도되는 {\displaystyle q_{b}=-{\frac {\chi _{e}}{1+\chi _{e}}}q}를 합하면 전체 전하량 {\displaystyle q_{total}=q_{f}+q_{b}={\frac {1}{1+\chi _{e}}}q}을 얻을 수 있다. 또한 상대유전율은 전기 감수율과 {\displaystyle \epsilon _{r}=1+\chi _{e}}의 관계를 가지기 때문에 정리하면 {\displaystyle q_{total}={\frac {1}{\epsilon _{r}}}q}을 얻을 수 있다.

### 평면에서의 영상법
진공에 놓인 도체 평판과 동일하게, {\displaystyle z>0}에서 유전율 {\displaystyle \epsilon _{1}}, {\displaystyle z<0}에서 유전율 {\displaystyle \epsilon _{2}}을 가지는 유전체가 {\displaystyle z=0}에서 직선 경계를 가진다고 생각하자. 이때 경계면과 {\displaystyle d}만큼 떨어진곳에 전하량 {\displaystyle q}를 가지를 입자를 위치했을 때 생기는 전위는 영상법을 이용해 계산 가능하다. {\displaystyle z>0}에서의 전위를 {\displaystyle z<0}에 영상 전하 {\displaystyle q'}를,  {\displaystyle z<0}에서의 전위를 {\displaystyle z>0}에 영상 전하 {\displaystyle q''}를 위치시켜 계산하면
{\displaystyle V_{up}={\frac {1}{4\pi \epsilon _{1}}}\left[{\frac {q}{\sqrt {x^{2}+y^{2}+(z-d)^{2}}}}+{\frac {q'}{\sqrt {x^{2}+y^{2}+(z+d)^{2}}}}\right]}
{\displaystyle V_{down}={\frac {1}{4\pi \epsilon _{2}}}\left[{\frac {q''}{\sqrt {x^{2}+y^{2}+(z-d)^{2}}}}\right]}과 같이 식을 얻을 수 있다.  전위는 연속적이고, 경계면에서 자유 전하가 존재하지 않음으로 {\displaystyle z=0}에서 경계조건은 {\displaystyle V_{up}=V_{down}}, {\displaystyle \mathbf {D} _{up}^{\perp }=\mathbf {D} _{down}^{\perp }}으로 주어진다. 변위장은 {\displaystyle \mathbf {D} ^{\perp }=\epsilon \mathbf {E} ^{\perp }=-\epsilon {\frac {\partial V}{\partial n}}}을 만족하므로, 두번째 조건을 {\displaystyle \epsilon _{1}{\frac {\partial V_{up}}{\partial z}}=\epsilon _{2}{\frac {\partial V_{down}}{\partial z}}}와 같이 변위에 대해 바꿀 수 있다.
{\displaystyle \rho ={\sqrt {x^{2}+y^{2}}}}으로 두면, 경계조건은 {\displaystyle q'}, {\displaystyle q''}에 대해 다음 두 식을 만족한다.
{\displaystyle {\frac {1}{4\pi \epsilon _{1}}}\left[{\frac {qd}{\sqrt {\rho ^{2}+d^{2}}}}+{\frac {q'd}{\sqrt {\rho ^{2}+d^{2}}}}\right]={\frac {1}{4\pi \epsilon _{2}}}\left[{\frac {q''d}{\sqrt {\rho ^{2}+d^{2}}}}\right]}
{\displaystyle {\frac {\epsilon _{1}}{4\pi \epsilon _{1}}}\left[{\frac {qd}{{\sqrt {\rho ^{2}+d^{2}}}^{3}}}-{\frac {q'd}{{\sqrt {\rho ^{2}+d^{2}}}^{3}}}\right]={\frac {\epsilon _{2}}{4\pi \epsilon _{2}}}\left[{\frac {q''d}{{\sqrt {\rho ^{2}+d^{2}}}^{3}}}\right]}
이를 다시  {\displaystyle q'}, {\displaystyle q''}에 대해 정리하면 {\displaystyle \epsilon _{2}q+\epsilon _{2}q'=\epsilon _{1}q''}, {\displaystyle q-q'=q''}이다.
따라서, 영상전하는 {\displaystyle q'={\frac {\epsilon _{r_{1}}-\epsilon _{r_{2}}}{\epsilon _{r_{1}}+\epsilon _{r_{2}}}}q}, {\displaystyle q''={\frac {2\epsilon _{r_{2}}}{\epsilon _{r_{1}}+\epsilon _{r_{2}}}}q}과 같이 주어지며, 각 영역에서의 전위는
{\displaystyle V_{up}={\frac {q}{4\pi \epsilon _{1}}}\left[{\frac {1}{\sqrt {x^{2}+y^{2}+(z-d)^{2}}}}+{\frac {\epsilon _{r_{1}}-\epsilon _{r_{2}}}{\epsilon _{r_{1}}+\epsilon _{r_{2}}}}{\frac {1}{\sqrt {x^{2}+y^{2}+(z+d)^{2}}}}\right]}
{\displaystyle V_{down}={\frac {q}{4\pi \epsilon _{0}}}\left[{\frac {2}{\epsilon _{r_{1}}+\epsilon _{r_{2}}}}{\frac {1}{\sqrt {x^{2}+y^{2}+(z-d)^{2}}}}\right]}이다.

### 구속 전하를 이용한 영상법
먼저 입자에 의한 전기장에 의해 유도되는 구속 전하를 계산해 선형 유전체 내에서의 상황을 진공에서의 상황으로 바꾸어 접근할 수 있다. 입자를 유전체 내부에 위치했을 때 전위에 관여하는 전하는 4개이다.
1. 유전체 내부에 위치한 점전하 {\displaystyle q}
2. 점전하 주위로 유도되는 구속 전하
3. 위쪽 경계면에 유도되는 구속 전하
4. 아래쪽 경계면에 유도되는 구속 전하

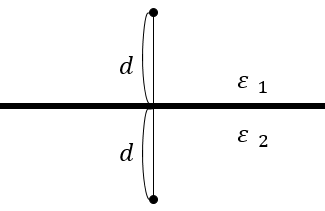
선형 유전체 경계면에서의 영상법

1, 2에 의한 총전하량은 {\displaystyle q_{total}={\frac {1}{\epsilon _{r_{1}}}}q}으로 주어진다. {\displaystyle z>0}에서의 전위는 3, 4에 의한 영향을 {\displaystyle z<0}영역에 경계면으로부터 {\displaystyle d}만큼 위치한 영상 전하 {\displaystyle q'}으로 대신해서 다음과 같이 얻을 수 있다. {\displaystyle V_{up}={\frac {1}{4\pi \epsilon _{0}}}\left[{\frac {1}{\epsilon _{r_{1}}}}{\frac {q}{\sqrt {x^{2}+y^{2}+(z-d)^{2}}}}+{\frac {q'}{\sqrt {x^{2}+y^{2}+(z+d)^{2}}}}\right]}
이때, 유전체에 의한 효과를 구속 전하로 치환해 전위를 구할 때 유전체의 효과를 나타내는 {\displaystyle \epsilon _{1}}대신 진공에서의 {\displaystyle \epsilon _{0}}를 사용한다. 마찬가지로, {\displaystyle z<0}에서의 전위는 다음과 같이 주어진다.{\displaystyle V_{down}={\frac {1}{4\pi \epsilon _{0}}}\left[{\frac {1}{\epsilon _{r_{1}}}}{\frac {q}{\sqrt {x^{2}+y^{2}+(z-d)^{2}}}}+{\frac {q''}{\sqrt {x^{2}+y^{2}+(z-d)^{2}}}}\right]}
이때, 대칭적 구조에 의해 영상 전하는 {\displaystyle z>0}과 반대의 지점에 위치하게 된다.
{\displaystyle \rho ={\sqrt {x^{2}+y^{2}}}}으로 두면, 경계조건은 {\displaystyle q'}, {\displaystyle q''}에 대해 다음 두 식을 만족한다.
{\displaystyle {\frac {1}{4\pi \epsilon _{0}}}\left[{\frac {1}{\epsilon _{r_{1}}}}{\frac {qd}{\sqrt {\rho ^{2}+d^{2}}}}+{\frac {q'd}{\sqrt {\rho ^{2}+d^{2}}}}\right]={\frac {1}{4\pi \epsilon _{0}}}\left[{\frac {1}{\epsilon _{r_{1}}}}{\frac {qd}{\sqrt {\rho ^{2}+d^{2}}}}+{\frac {q''d}{\sqrt {\rho ^{2}+d^{2}}}}\right]}
{\displaystyle {\frac {\epsilon _{1}}{4\pi \epsilon _{0}}}\left[{\frac {1}{\epsilon _{r_{1}}}}{\frac {qd}{{\sqrt {\rho ^{2}+d^{2}}}^{3}}}-{\frac {q'd}{{\sqrt {\rho ^{2}+d^{2}}}^{3}}}\right]={\frac {\epsilon _{2}}{4\pi \epsilon _{0}}}\left[{\frac {1}{\epsilon _{r_{1}}}}{\frac {qd}{{\sqrt {\rho ^{2}+d^{2}}}^{3}}}+{\frac {q''d}{{\sqrt {\rho ^{2}+d^{2}}}^{3}}}\right]}
이를 다시  {\displaystyle q'}, {\displaystyle q''}에 대해 정리하면 {\displaystyle q'=q''}, {\displaystyle q-\epsilon _{r_{1}}q'={\frac {\epsilon _{r_{2}}}{\epsilon _{r_{1}}}}q+\epsilon _{r_{2}}q''}이다.
따라서, 영상 전하는 {\displaystyle q'=q''={\frac {\epsilon _{r_{1}}-\epsilon _{r_{2}}}{\epsilon _{r_{1}}(\epsilon _{r_{1}}+\epsilon _{r_{2}})}}q}와 같이 주어지며, 각 영역에서의 전위는
{\displaystyle V_{up}={\frac {q}{4\pi \epsilon _{1}}}\left[{\frac {1}{\sqrt {x^{2}+y^{2}+(z-d)^{2}}}}+{\frac {\epsilon _{r_{1}}-\epsilon _{r_{2}}}{\epsilon _{r_{1}}+\epsilon _{r_{2}}}}{\frac {1}{\sqrt {x^{2}+y^{2}+(z+d)^{2}}}}\right]}
{\displaystyle V_{down}={\frac {q}{4\pi \epsilon _{1}}}\left[{\frac {2\epsilon _{r_{1}}}{\epsilon _{r_{1}}+\epsilon _{r_{2}}}}{\frac {1}{\sqrt {x^{2}+y^{2}+(z-d)^{2}}}}\right]}와 같다.
{\displaystyle \epsilon _{1}=\epsilon _{r_{1}}\epsilon _{0}}이므로, 직접 영상법을 이용해 계산한 전위와 구속 전하를 먼저 계산한 이후 영상법을 사용한 전위가 동일한 것을 확인할 수 있다.

## 힘과 에너지

### 평면에서의 영상법
영상법을 통해 구한 구조에서 전하량 {\displaystyle q}의 입자가 받는 힘은 {\displaystyle \mathbf {F} =-{\frac {1}{4\pi \epsilon _{0}}}{\frac {q^{2}}{(2d)^{2}}}\mathbf {\hat {z}} }으로 주어진다.
{\displaystyle 2d}의 거리만큼 떨어진 두 실제 입자계의 에너지는 {\displaystyle W_{0}=\int _{\infty }^{2d}\mathbf {F} \cdot d\mathbf {l} ={\frac {1}{4\pi \epsilon _{0}}}\int _{\infty }^{2d}{\frac {q^{2}}{r^{2}}}dr=-{\frac {1}{4\pi \epsilon _{0}}}{\frac {q^{2}}{2d}}}와 같이 주어진다.
영상 전하-전하 쌍의 경우 에너지는 {\displaystyle W=\int _{\infty }^{d}\mathbf {F} \cdot d\mathbf {l} ={\frac {1}{4\pi \epsilon _{0}}}\int _{\infty }^{d}{\frac {q^{2}}{(2r)^{2}}}dr=-{\frac {1}{4\pi \epsilon _{0}}}{\frac {q^{2}}{4d}}}으로, {\displaystyle W={\frac {1}{2}}W_{0}}를 만족한다.
이는 {\displaystyle W={\frac {\epsilon _{0}}{2}}\int E^{2}d\tau }을 생각했을때, 영상법의 경우 도체 내부에서 전기장이 없기 때문에 전하-전하쌍에 비해 에너지가 반으로 준다는 것을 확인할 수 있다.

## 물리적 해석
각 경우에 구한 전위를 바탕으로 공간에 유도되는 전하를 계산했을때, 유도 전하량과 영상법을 사용할 때 임의로 잡은 영상 전하의 전하량이 일치하는 것을 확인할 수 있다. 즉, 영상 전하의 기원은 실제로 유도되는 전하의 분포에서 온다고 볼 수 있다.

### 평면에서의 영상법
영상법을 이용해 구한 전위는 {\displaystyle V={\frac {1}{4\pi \epsilon _{0}}}\left[{\frac {q}{\sqrt {x^{2}+y^{2}+(z-d)^{2}}}}-{\frac {q}{\sqrt {x^{2}+y^{2}+(z+d)^{2}}}}\right]}으로 주어진다. 이때, 실제로 도체 표면에 유도되는 전하량을 구하기 위해 {\displaystyle \left.\sigma =-\epsilon _{0}{\frac {\partial V}{\partial n}}=-\epsilon _{0}{\frac {\partial V}{\partial z}}\right\vert _{z=0}}를 사용하면 {\displaystyle \sigma (\rho )={\frac {-qd}{2\pi (\rho ^{2}+d^{2})^{3/2}}}}를 얻을 수 있다.
따라서 유도되는 총 전하량은 {\displaystyle Q=\int \sigma da=\int _{0}^{2\pi }\int _{0}^{\infty }{\frac {-qd}{2\pi (\rho ^{2}+d^{2})^{3/2}}}\rho drd\phi =-q}와 같다.
즉, 도체 표면에 실제로 유도되는 전하량은 도체 위에 위치한 전하량과 크기는 같고 부호는 반대이다.

### 선형 유전체에서의 영상법
영상법을 이용해 구한 전위는
{\displaystyle V_{up}={\frac {q}{4\pi \epsilon _{1}}}\left[{\frac {1}{\sqrt {x^{2}+y^{2}+(z-d)^{2}}}}+{\frac {\epsilon _{r_{1}}-\epsilon _{r_{2}}}{\epsilon _{r_{1}}+\epsilon _{r_{2}}}}{\frac {1}{\sqrt {x^{2}+y^{2}+(z+d)^{2}}}}\right]}, {\displaystyle V_{down}={\frac {q}{4\pi \epsilon _{1}}}\left[{\frac {2\epsilon _{r_{1}}}{\epsilon _{r_{1}}+\epsilon _{r_{2}}}}{\frac {1}{\sqrt {x^{2}+y^{2}+(z-d)^{2}}}}\right]}으로 주어진다.
마찬가지로 각 표면에 유도되는 구속 전하는 {\displaystyle \sigma _{b}=-\epsilon _{0}\left[\left.{\frac {\partial V}{\partial z}}\right\vert _{z=0^{+}}-\left.{\frac {\partial V}{\partial z}}\right\vert _{z=0^{-}}\right]={\frac {q}{4\pi }}{\frac {d}{(\rho ^{2}+d^{2})^{3/2}}}\left[{\frac {2(\epsilon _{2}-\epsilon _{1})}{\epsilon _{1}(\epsilon _{1}+\epsilon _{2})}}\right]}와 같다.
이때 표면에 유도되는 전하량은 {\displaystyle q_{b_{surface}}={\frac {\epsilon _{1}-\epsilon _{2}}{\epsilon _{1}(\epsilon _{1}+\epsilon _{2})}}q}이다.

## 같이 보기
- 반사 원리